# 2. ŽNL Zadarska 1998./99.
Ovaj članak je podtema članka: 5. rang HNL-a 1998./99.

2. ŽNL Zadarska u sezoni 1998./99. je predstavljala drugi stupanj županijske lige u Zadarskoj županiji, te ligu petog stupnja hrvatskog nogometnog prvenstva. 
Sudjelovalo je osam klubova, a prvak je postao klub "Škabrnja". 

## Sustav natjecanja
Osam klubova igralo dvokružnu ligu (14 kolo).

## Momčadi
- Croatia – Stankovci
- Croatia – Turanj
- Galovac – Galovac
- Jasenice – Jasenice
- Povljana – Povljana
- Škabrnja – Škabrnja
- Vir – Vir
- Vrčevo – Glavica

## Ljestvica
| Poz. | Momčad            | U | P | N | I | G+ | G– | G+/– | Bod. | Nastavak natjecanja ili ispadanje |
| ---- | ----------------- | - | - | - | - | -- | -- | ---- | ---- | --------------------------------- |
| 1.   | Škabrnja (P)      | 0 | ? | ? | ? | 32 | 14 | +18  | 34   | 1. ŽNL                            |
| 2.   | Galovac           | 0 | ? | ? | ? | 38 | 15 | +23  | 32   |                                   |
| 3.   | Croatia Stankovci | 0 | ? | ? | ? | 33 | 10 | +23  | 30   |                                   |
| 4.   | Croatia Turanj    | 0 | ? | ? | ? | 33 | 20 | +13  | 25   |                                   |
| 5.   | Jasenice          | 0 | ? | ? | ? | 19 | 43 | −24  | 12   |                                   |
| 6.   | Vrčevo            | 0 | ? | ? | ? | 24 | 30 | −6   | 11   |                                   |
| 7.   | Vir               | 0 | ? | ? | ? | 12 | 27 | −15  | 8    |                                   |
| 8.   | Povljana          | 0 | ? | ? | ? | 12 | 44 | −32  | 6    |                                   |

1. ↑  1 bod oduzet od saveza.
2. ↑  1 bod oduzet od saveza.

## Rezultatska križaljka
| kratica | klub              | CROS | CROT | GAL | JAS | POV | ŠKA | VIR | VRČ |
| --- | ----------------- | ---- | ---- | --- | --- | --- | --- | --- | --- |
| CROS | Croatia Stankovci |      |      |     |     |     |     |     |     |
| CROT | Croatia Turanj    |      |      |     |     |     |     |     |     |
| GAL | Galovac           |      |      |     |     |     |     |     |     |
| JAS | Jasenice          |      |      |     |     |     |     |     |     |
| POV | Povljana          |      |      |     |     |     |     |     |     |
| ŠKA | Škabrnja          |      |      |     |     |     |     |     |     |
| VIR | Vir               |      |      |     |     |     |     |     |     |
| VRČ | Vrčevo Glavica    |      |      |     |     |     |     |     |     |
| |                   |      |      |     |     |     |     |     |     |
| podebljan rezltat - igrano u prvom dijelu lige (1. – 7. kolo) rezultat normalne debljine - igrano u drugom dijelu lige (8. – 14. kolo) rezultat nakošen - nije vidljiv redoslijed odigravanja međusobnih utakmica iz dostupnih izvora prekrižen rezultat - poništena ili brisana utakmica p - utakmica prekinuta p.f. - rezultat 3:0 bez borbe |                   |      |      |     |     |     |     |     |     |

 Izvori: 